# ファシリテーション・グラフィック
ファシリテーション・グラフィック（ファシグラと略すこともある）とは、ファシリテーションを行う時、「何について(議論の対象)、どのように(議論の構造)話しているか」参加者の認識を一致させるために、発言を記録・図式化したもののこと。色々な手法がある。ただしこれは日本でのみ使われている造語で、英語で正しくはグラフィック・ファシリテーション（英語: graphic facilitation）という。
各種の会議やまちづくりワークショップなどの場面で活用される。ホワイトボード、模造紙などを使い、その場の参加者全員に見えるように記録をとっていくことで、下記のような効果が期待できる。
1. 話の流れを俯瞰でき、論点がわかりやすくなる。
2. 触発されて新しい意見やアイデアが生まれやすくなる。
3. 感情的な論争をさけることができる。
4. 冗長な発言や繰り返しを減らすことができる。

一般的な「書記」の役割と重なる部分も多いが、単なる発言内容の記録にとどまらず会議の進行や論点整理などプロセスに関与する点が「ファシリテーション」の一手法であるとされる。